# Vladimir Truseniov
Vladimir Truseniov (Buinsk, 3 de agosto de 1931 - 2001) fue un atleta soviético especializado en la prueba de lanzamiento de disco, en la que consiguió ser campeón europeo en 1962.

## Carrera deportiva
En el Campeonato Europeo de Atletismo de 1962 ganó la medalla de oro en el lanzamiento de disco, llegando hasta los 57.11 metros que fue récord de los campeonatos, superando al neerlandés Kees Koch y al alemán Lothar Milde (bronce con 55.47 m)